# 陈兴 (化学家)
陈兴（1980年10月—），福建龙岩人。北京师范大学副校长。

## 生平
福建省龙岩第一中学毕业。1998年进入清华大学化学系，2002年毕业。2007年获加利福尼亚大学伯克利分校化学博士，之后去哈佛大学医学院从事博士后研究。2010年，先后担任北京大学化学与分子工程学院研究员、教授、副院长、院长。2024年1月起担任北京师范大学副校长。

## 研究领域
主要集中在化学生物学，解决糖科学中的重要问题。

## 获奖
- 张树政糖科学杰出成就奖
- 科学探索奖（2020年）[3]
- 陈嘉庚青年科学奖
- 中国青年科技奖
- 中国化学会-英国皇家化学会青年化学奖
- 美国化学会会士